# Funzione meromorfa
In matematica, in particolare in analisi complessa, si definisce funzione meromorfa su un sottoinsieme aperto {\displaystyle {\mathcal {D}}} del piano complesso una funzione che è olomorfa su tutto {\displaystyle {\mathcal {D}}} ad esclusione di un insieme di punti isolati che sono poli della funzione stessa.
Ogni funzione meromorfa su {\displaystyle {\mathcal {D}}} può essere espressa come rapporto di due funzioni olomorfe (con la funzione denominatore diversa dalla costante 0) definite sull'intero {\displaystyle {\mathcal {D}}}: i poli della funzione meromorfa si ritrovano allora come zeri del denominatore.

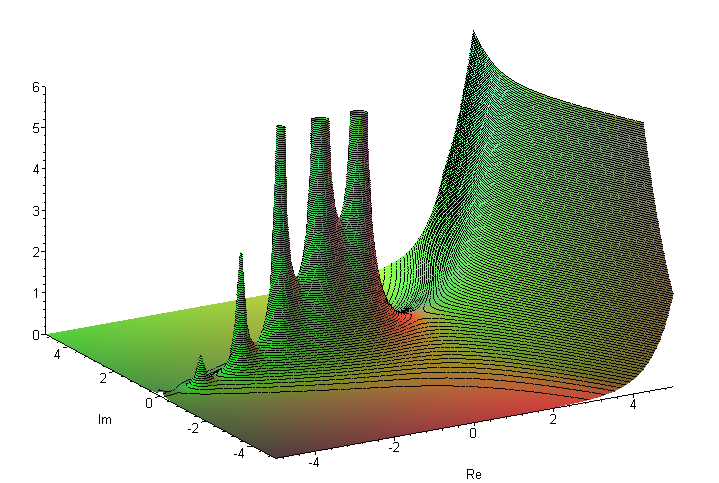
La funzione Gamma è meromorfa nell'intero piano complesso

Da un punto di vista algebrico, l'insieme delle funzioni meromorfe sopra un dominio {\displaystyle {\mathcal {D}}} connesso munito delle operazioni di somma e prodotto è il campo delle frazioni del dominio di integrità costituito dall'insieme delle funzioni olomorfe nell'intero {\displaystyle {\mathcal {D}}}. In parole povere, le funzioni meromorfe stanno alle olomorfe come le funzioni razionali fratte stanno alla funzioni razionali intere, come {\displaystyle \mathbb {Q} } sta a {\displaystyle \mathbb {Z} }.

## Esempi
- Ogni funzione razionale, come ad esempio

{\displaystyle f(z)={\frac {z^{3}-2z+1}{z^{5}+3z-1}}}
è meromorfa sull'intero piano complesso.
- Le funzioni

{\displaystyle f(z)={\frac {e^{z}}{z}}}
{\displaystyle f(z)={\frac {\sin z}{{(z-1)}^{2}}}}
come pure la funzione gamma e la funzione zeta di Riemann, sono meromorfe sull'intero piano complesso.
- La funzione

{\displaystyle f(z)=e^{\frac {1}{z}}}
è definita sull'intero piano complesso ad esclusione dell'origine. Il punto 0, tuttavia, non è un polo della funzione, ma una sua singolarità essenziale. Quindi essa non è meromorfa sull'intero piano complesso; essa è invece meromorfa (e in particolare olomorfa) sul cosiddetto piano complesso forato nell'origine {\displaystyle \mathbb {C} \setminus \left\{0\right\}}.
- La funzione logaritmo principale {\displaystyle f(z)=\mathrm {ln} (z)} non è meromorfa sull'intero piano complesso, in quanto non può essere definita sull'intero piano complesso ad eccezione di un insieme isolato di punti; può invece essere definita come funzione meromorfa (e in particolare olomorfa) sul piano privato dell'intera semiretta dei reali non positivi.

## Proprietà
Dato che i poli di una funzione meromorfa sono isolati, essi costituiscono un insieme finito, come accade alle funzioni razionali, o un insieme numerabile, come accade alla funzione trascendente
{\displaystyle f(z)={\frac {1}{\sin z}}\,.}
Servendosi della continuazione analitica per eliminare le singolarità eliminabili, le funzioni meromorfe possono essere composte con operazioni di somma, sottrazione, prodotto e divisione con un denominatore diverso dalla funzione costante nulla. Dunque le funzioni meromorfe costituiscono un campo; in effetti si tratta di un'estensione del campo dei numeri complessi.
Nel linguaggio delle superfici di Riemann, una funzione meromorfa si comporta come una funzione olomorfa che ha come codominio la sfera di Riemann e tale che non si riduca alla funzione costante {\displaystyle \infty }. I poli corrispondono ai numeri complessi che sono mandati dalla funzione nel punto {\displaystyle \infty }.